# Ulochora streptosema
Ulochora streptosema är en fjärilsart som beskrevs av Edward Meyrick 1920. Ulochora streptosema ingår i släktet Ulochora och familjen fransmalar. Inga underarter finns listade i Catalogue of Life.